# Гарнье, Мишель
Мишель Гарнье (фр. Michel Garnier; 1753[…], Сен-Клу — 1829, Версаль) — французский художник.

## Биография
Уроженец Сен-Клу, сын ремесленника, работавшего при «малом дворе» герцога Орлеанского в одноимённом замке. Живописи обучался в мастерской Жана-Батиста Пьера, вероятно, при материальной поддержке со стороны герцога; портрет герцога Орлеанского, примерно датированный концом 1770-х — самым началом 1780-х годов — первая по времени создания из числа известных сегодня работ Гарнье. До Великой французской революции Гарнье работал по заказам представителей французской аристократии, после революции снова неплохо устроился, на этот раз как выходец из народа, и уже в 1791 году выставлял свои работы на Парижском салоне рядом с работами революционных мастеров.
Гарнье был женат на Луизе-Габриэль Милон, которая скончалась в 1798 году в Париже. Возможно, переживая смерть жены, или по каким-то другим причинам, Гарнье в 1800 году нанялся судовым художником на корабль «Натуралист» мореплавателя Николя Бодена, в составе экспедиции которого отправился в путешествие по тропическим морям. Однако, обогнув Африку и достигнув в 1801 году Маврикия, острова с мягким климатом, который тогда был колонией Франции, Гарнье и несколько других художников и учёных сошли на берег, сославшись на пошатнувшееся здоровье.
На Маврикии Гарнье проживал до вооружённого конфликта с англичанами в 1810 году. На острове он создал целую серию натюрмортов с изображениями экзотических фруктов; уникальная фауна острова его, к сожалению, не интересовала. В преддверии английского вторжения Гарнье попытался эвакуироваться во Францию, но корабль, на котором он плыл, был захвачен англичанами, а всё имущество пассажиров английские матросы разделили между собой в качестве «призовых». С немалым трудом Гарнье удалось сохранить только папки со своими натюрмортами, не слишком заинтересовавшие матросов. Кроме того, англичане были так любезны, что «подвезли» художника на своем корабле домой.
Оказавшись во Франции, Гарнье, по некоторым данным, в 1811 году в городе Версале снова женился и имел от этого брака двоих детей. Свои натюрморты он неоднократно, но безуспешно пытался продать единой коллекцией французскому государству.
Гарнье скончался в 1829 году в Версале. Его натюрморты были в конечном итоге проданы наследниками с торгов, однако большую часть из них сумел на торгах (то есть, вероятно, значительно дороже первоначально запрошенной суммы) скупить Национальный музей естественной истории в Париже.
Помимо пресловутых натюрмортов, Гарнье в ранний период своего творчества был известен как мастер изысканных жанровых сцен, великолепно отражавших нравы и моду переломного момента в жизни французского общества: 1780-х и 1790-х годов. Картины Гарнье, стиль которых в эти годы не менялся, ценятся историками за возможность до некоторой степени проследить по ним происходившие в то время изменения в обществе, в особенности в том, что касалось общественных вкусов и моды.

## Галерея

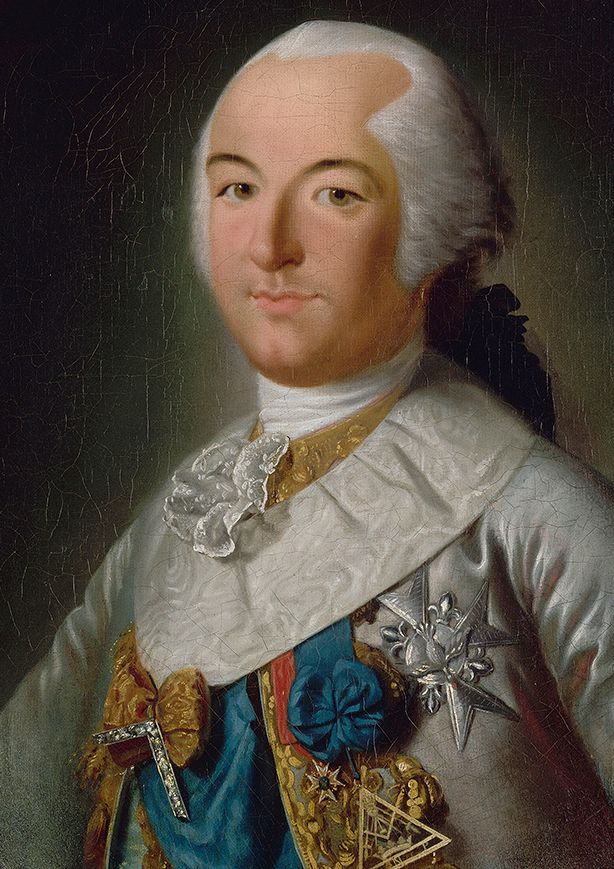
Филипп Орлеанский в одеянии великого магистра масонского ордена. Музей Конде
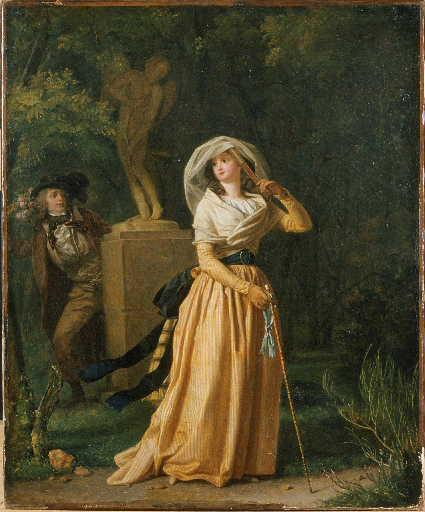
Неожиданная встреча, городской музей Сен-Кантена
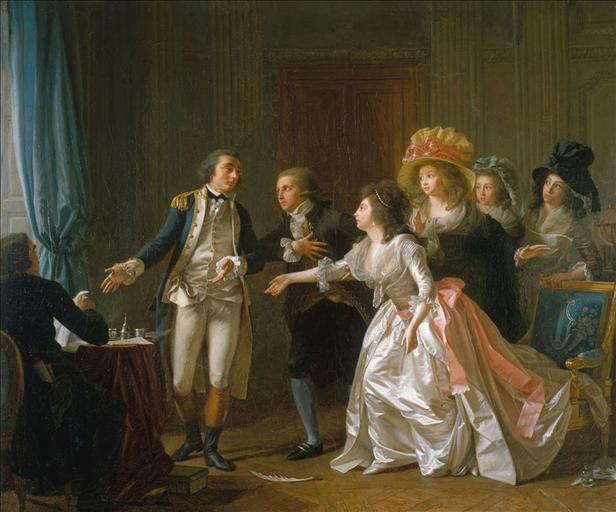
Прерванное заключение брачного контракта, музей Карнавале, Париж
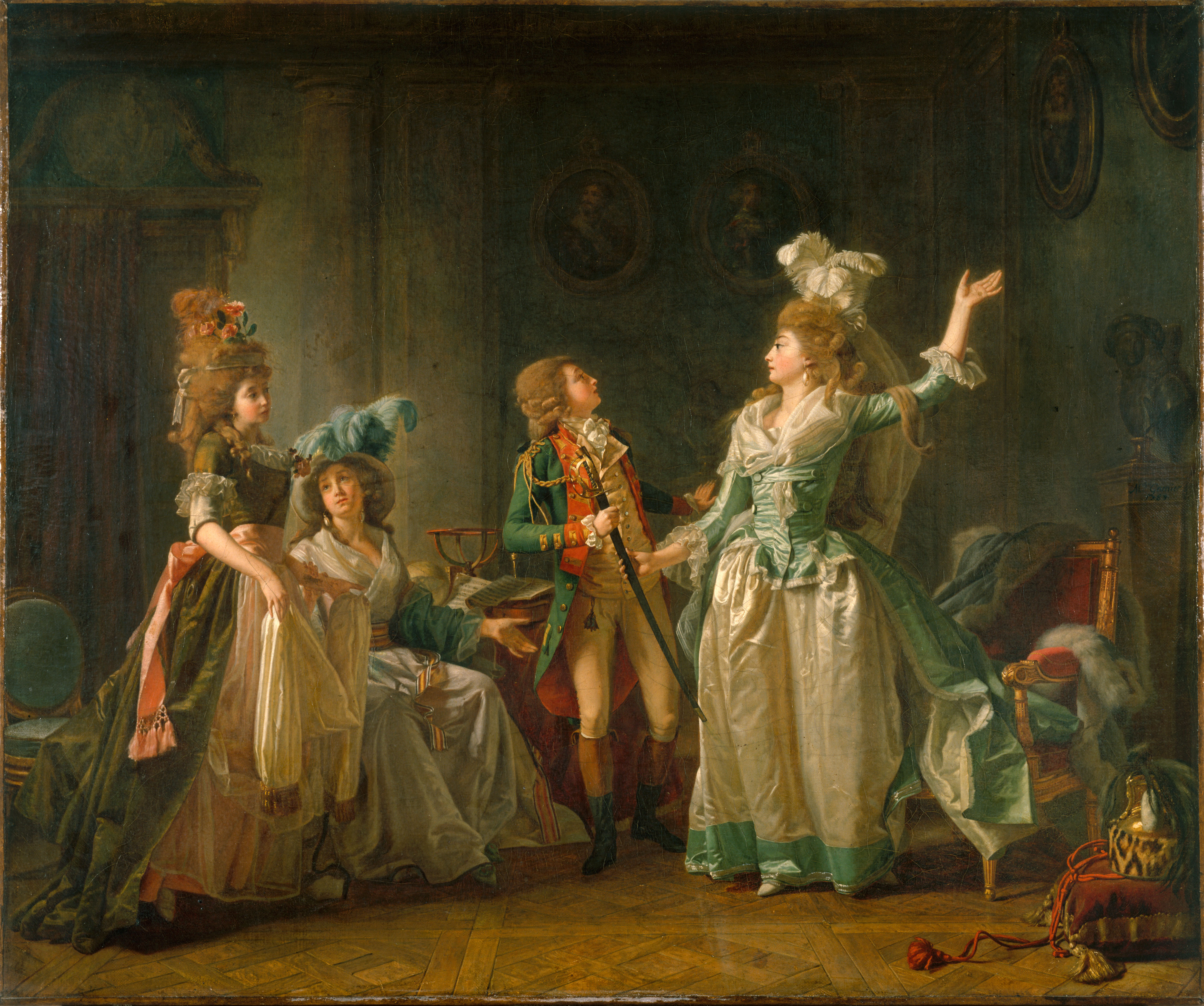
Отъезд новоиспечённого драгунского офицера, 1789, музей Карнавале, Париж
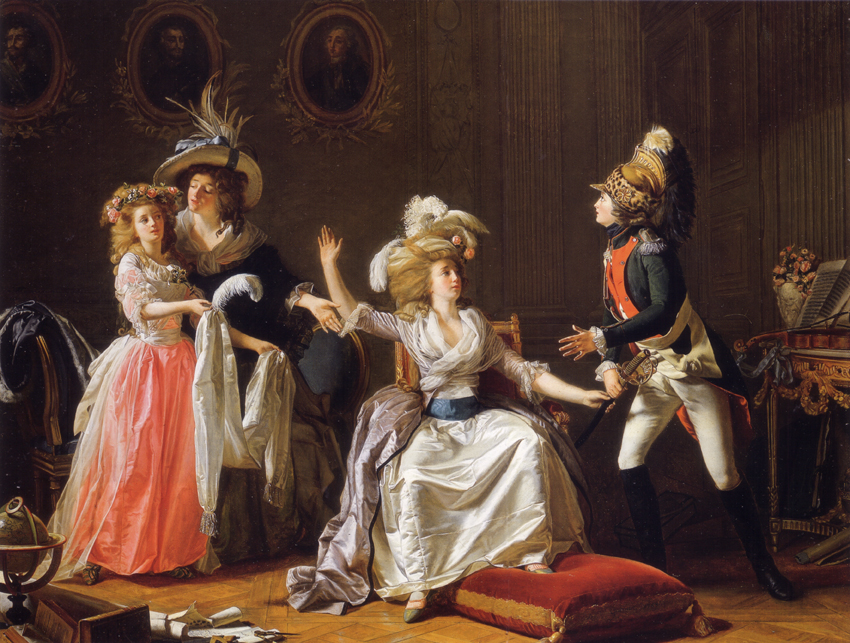
Отъезд новоиспечённого драгунского офицера (ошибочно: отъезд месье де Сен-Марка (фр.) для участия в битве при Фонтенуа), вторая версия, частное собрание
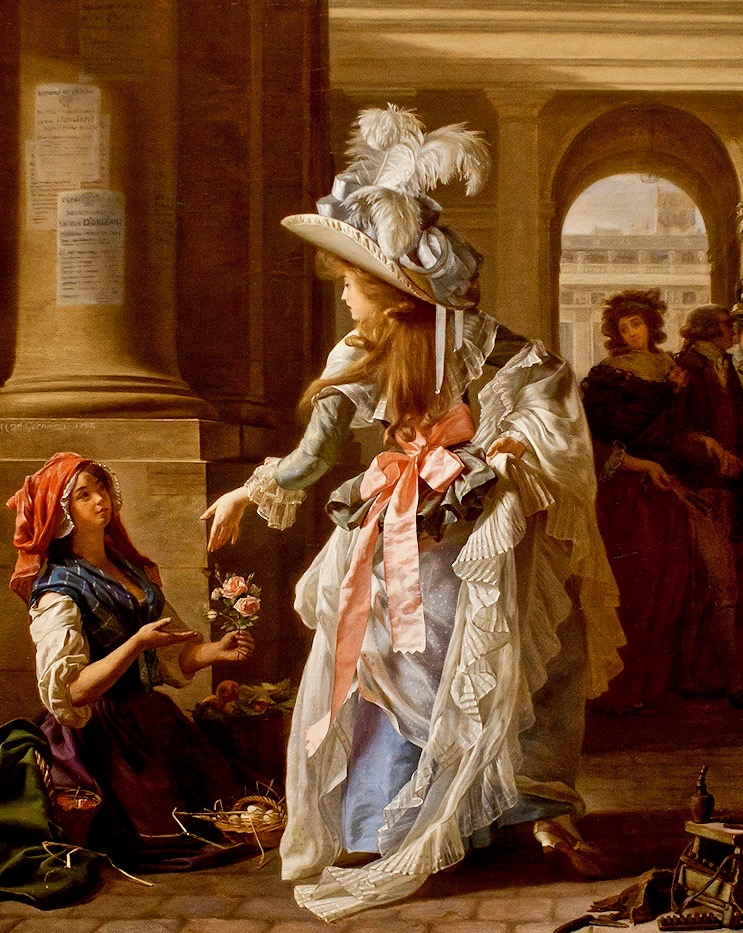
Элегантная сцена в аркадах Пале-Рояля, Музей искусств округа Лос-Анджелес
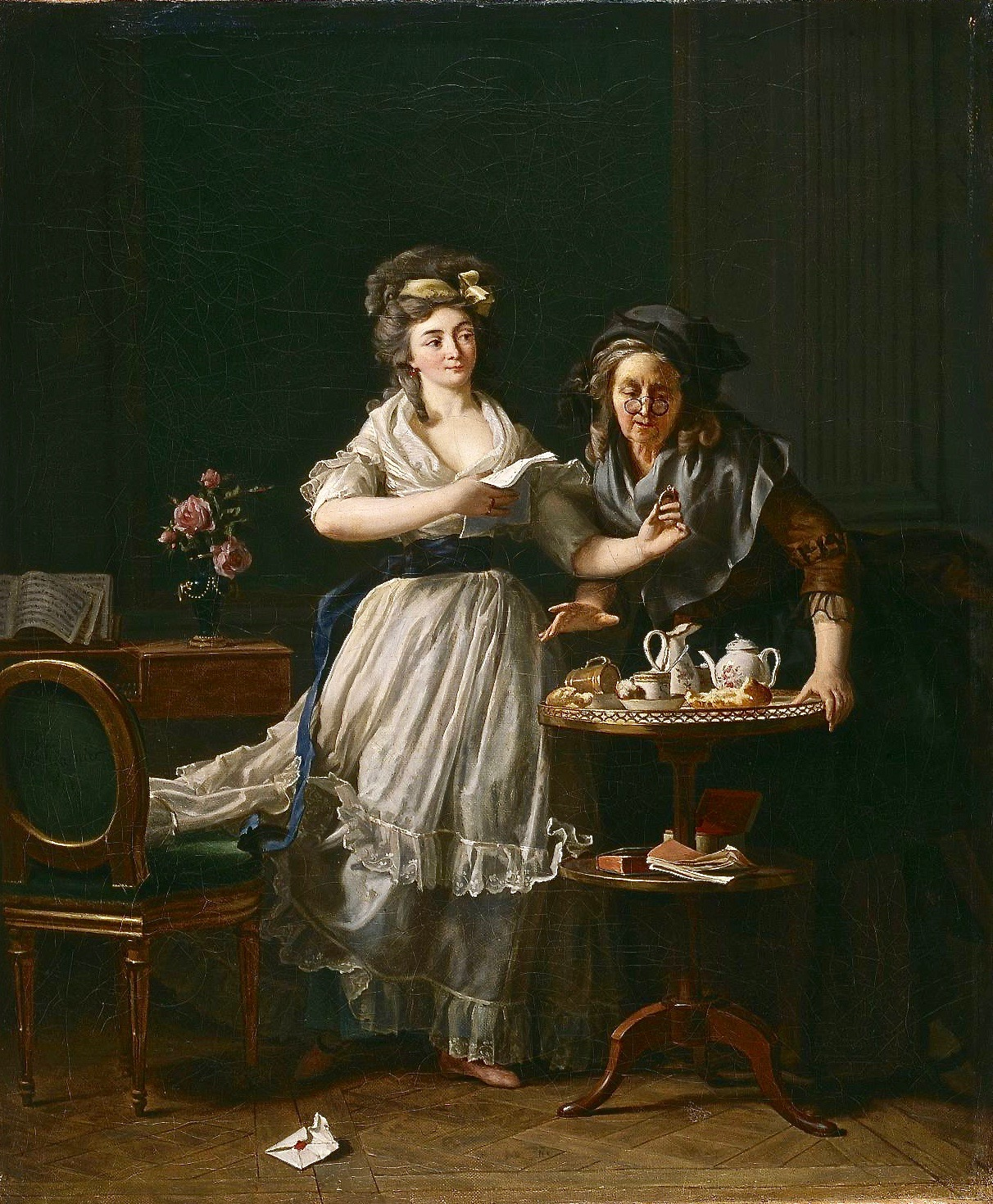
Письмо, 1791, Институт искусств Миннеаполиса, США
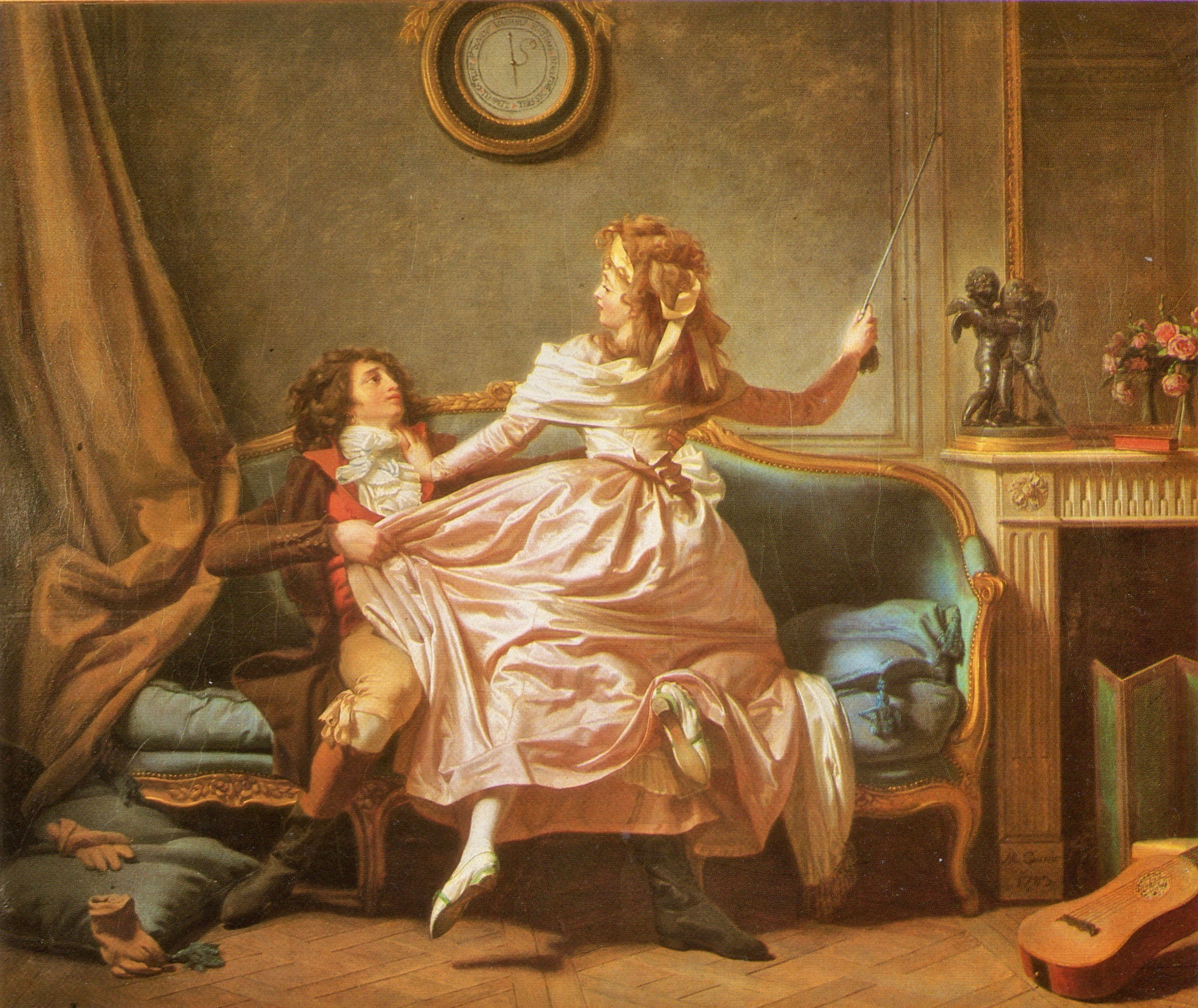
Сладкое сопротивление, 1793
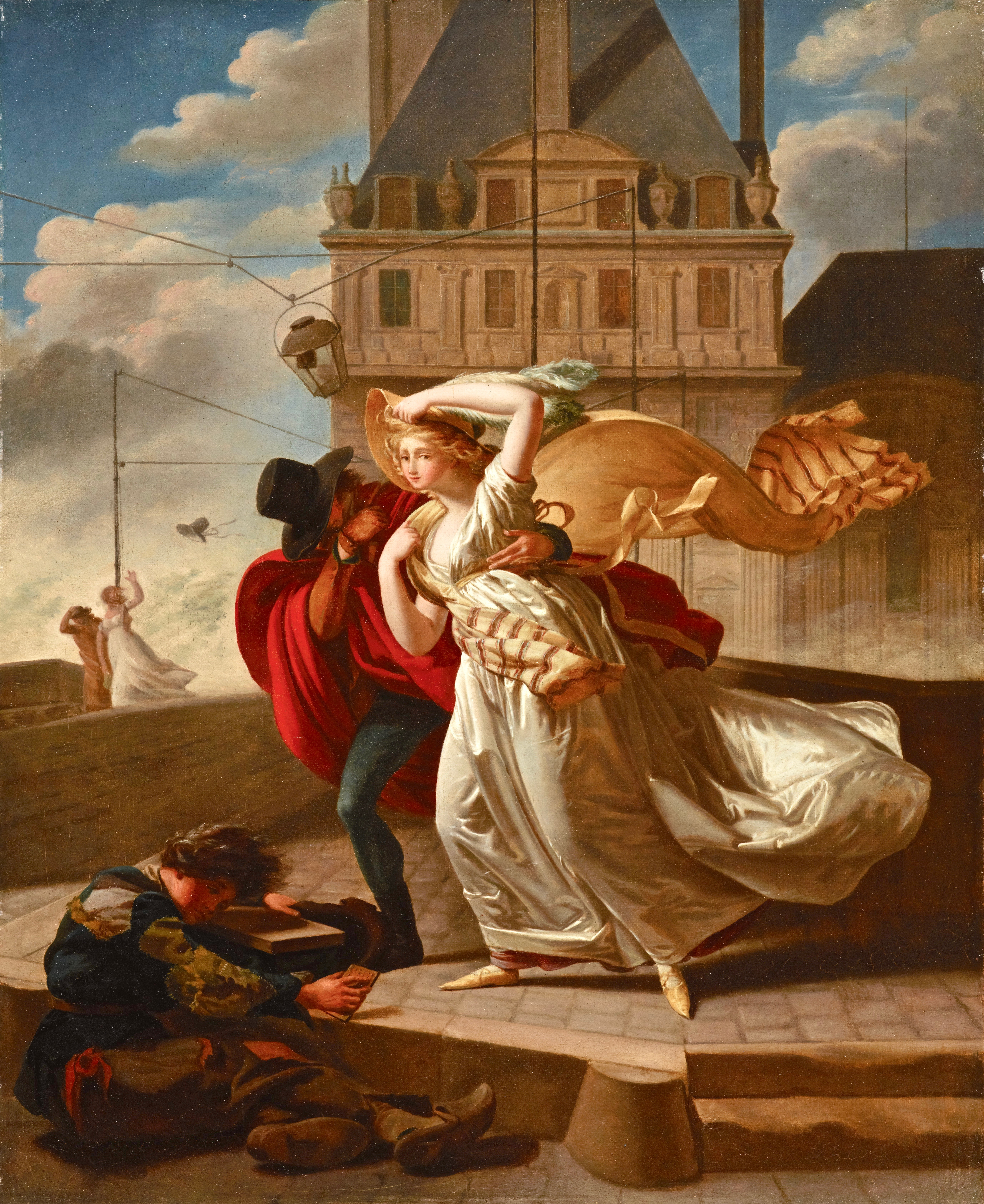
Шквальный ветер, 1799, Далласский художественный музей
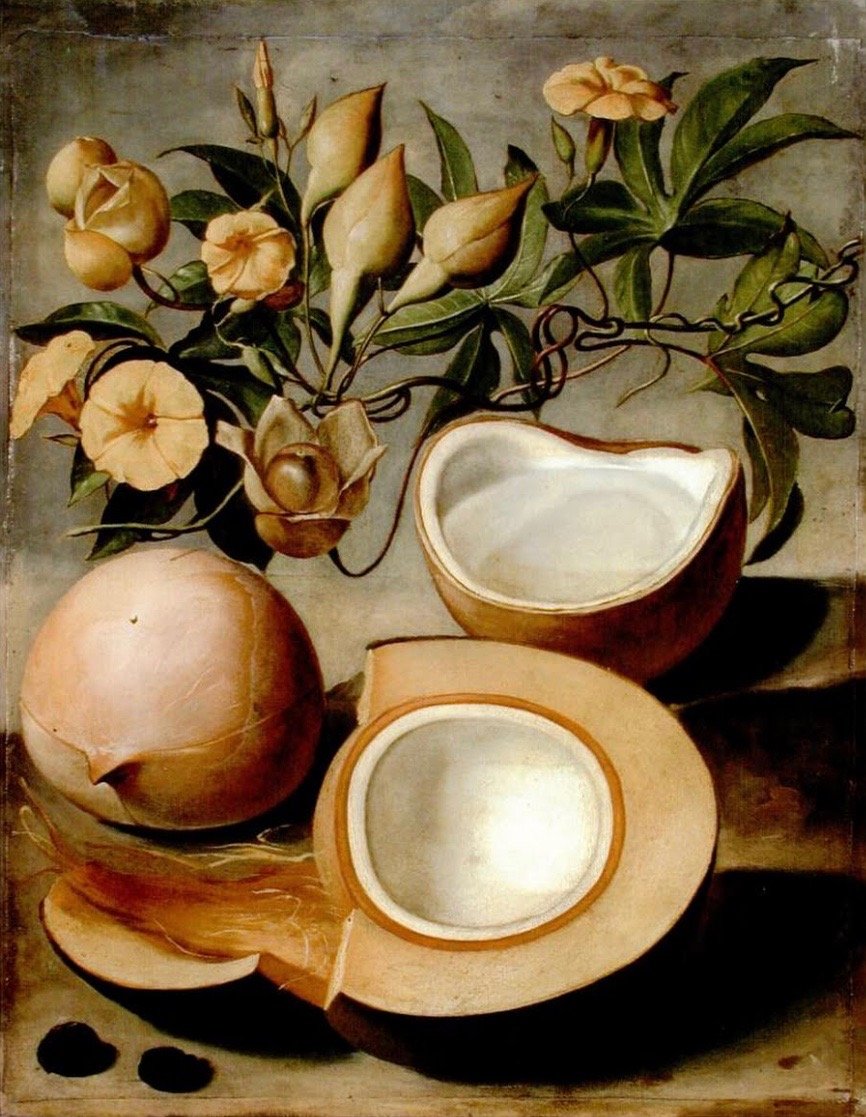
Натюрморт с кокосовыми орехами, Национальный музей естественной истории (Париж)
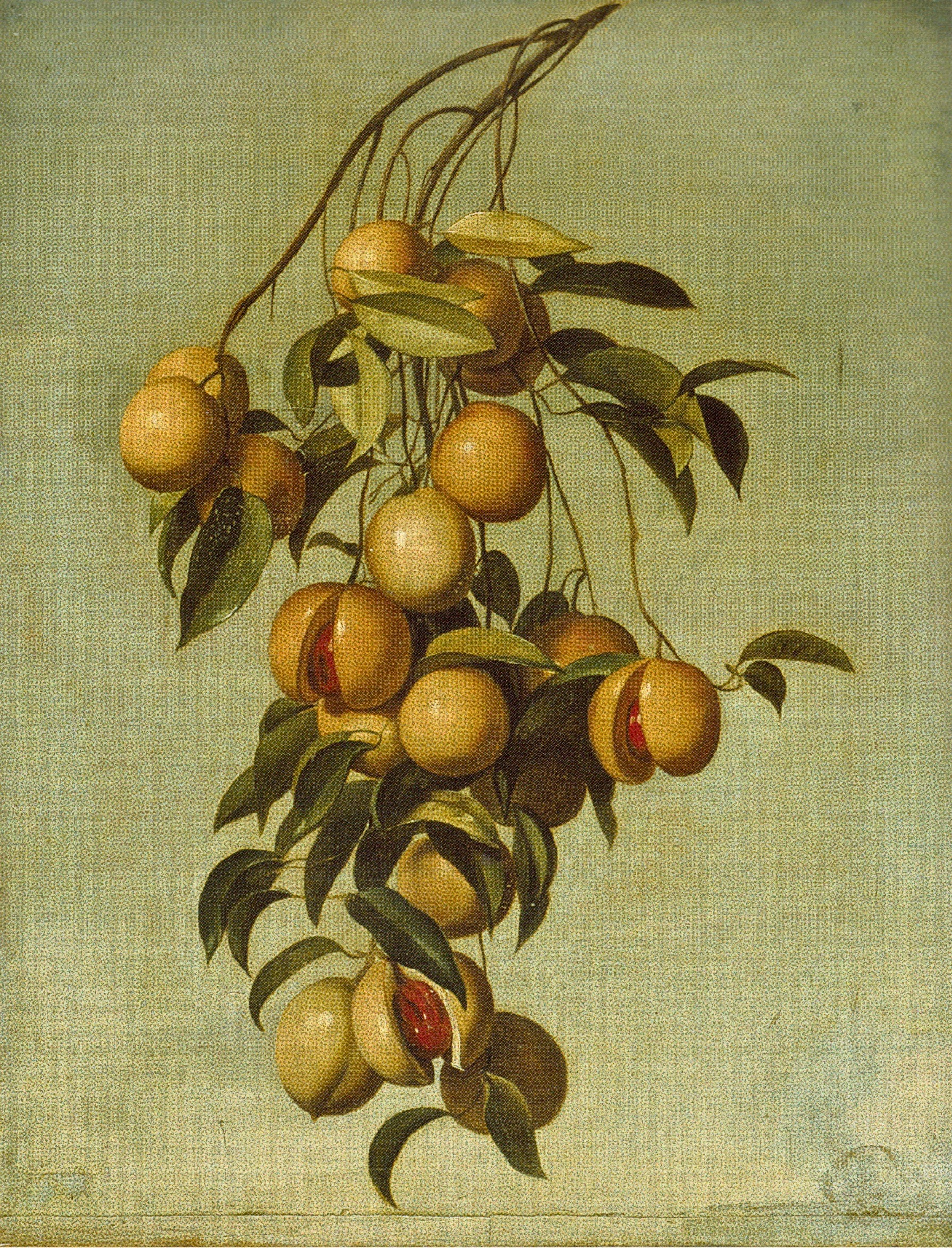
Натюрморт с веткой мускатных орехов, Национальный музей естественной истории (Париж)